# 亀岡真美
亀岡 真美（かめおか まみ、1981年1月27日 - ）は、日本の女性声優。ケンユウオフィス所属。愛知県知多市出身。

## 人物
- 大阪芸術大学芸術学部、日本ナレーション演技研究所卒[2]。talk back出身[2]。
- 趣味はカメラ、落書き、格闘技観戦など。特技はウクレレを弾くことと歌。持ち方言は常滑弁。
- イベント「Go!Go!Go!Fairies!!」にて2005年5月5日に阿澄佳奈と同時にG.G.F.のメンバーに加入。
- 加入後に初出演したラジオは、2005年5月20日（地上波）放送の『みか・もりしゃんのGamers Amusement Station』（#34、当時は『Broccoli The Night』枠）だった。これ以降、色々なブロッコリー系のラジオ番組に出演し名前を売りこむ。
- デビュー時は正式所属事務所がないため、ブロッコリーのG.G.F.（ゲーマーズ・ガーディアン・フェアリーズ）として声優の勉強をしていた。
- 『CROSS WORLD 見知らぬ空のエターティア』のオーディションで審査員特別賞を受賞。
- 2006年3月18日の卒業コンサートでG.G.F.が解散。その後、声優活動を続けるため、2006年4月1日よりケンユウオフィスに預かり所属することとなる。
- かつては黒縁の眼鏡がトレードマークだった。2008年8月にレーシックを受け視力が回復し、眼鏡を外すようになった。
- 2010年12月1日、ブログ上にて結婚の報告を行った[3]。

## 出演

### テレビアニメ
2005年
- Canvas2 〜虹色のスケッチ〜（女子生徒）

2006年
- ギャラクシーエンジェる〜ん（コロネ）

2007年
- 魔法少女リリカルなのはStrikerS（アギト）

2008年
- 一騎当千 シリーズ（2008年 - 2010年、馬謖幼常）- 2シリーズ
- クラス・オブ・ミュージック!（カム）
- シゴフミ（青砥美鈴）

2009年
- クイーンズブレイド 玉座を継ぐ者（女官）
- クロスゲーム（大久保博子（デーブ）、香織、女子学生、女子生徒）
- コケッコーさん（ピーヒ、ピーム）
- シャングリ・ラ（女囚A、巫女）
- 東京マグニチュード8.0（ボランティア）
- NEEDLESS（研究員B、研究員）
- はっけん たいけん だいすき!しまじろう
- 花咲ける青少年（クラスメイト）
- Phantom 〜Requiem for the Phantom〜（ニュースキャスター、アナウンサー）

2010年
- スター・ウォーズ/クローン・ウォーズ（ルミ・パラミタ）
- 聖痕のクェイサー（店員）

2015年
- 魔法少女リリカルなのはViVid（アギト）

2018年
- 青春ブタ野郎シリーズ（2018年 - 2025年、咲太母） - 2シリーズ

### 劇場アニメ
- 青春ブタ野郎はランドセルガールの夢を見ない（2023年、咲田母）

### OVA
- クイーンズブレイド 美しき闘士たち（2010年、兵士）

### ゲーム
2005年
- CROSS WORLD 見知らぬ空のエターティア（奈美）

2006年
- アラビアンズ・ロスト〜The engagement on desert〜（チェイカ＝モハメル）
- GALAXY ANGEL II 絶対領域の扉（コロネ・シュークルート）

2007年
- GALAXY ANGEL II 無限回廊の鍵（コロネ・シュークルート）

2009年
- GALAXY ANGEL II 永劫回帰の刻（コロネ・シュークルート）

2010年
- イナズマイレブン3 世界への挑戦!!（少年）

2011年
- 赤い刀 真（綾瀬薺）

2013年
- アラビアンズ・ダウト〜The engagement on desert〜（チェイカ＝モハメル）

### ドラマCD
- あしたのきみはここにいない（女生徒）
- 守護霊様に憑いてコイ（女性徒の守護霊）
- 朝から朝まで（田島瞳）
- 卒業生（ミキポン）
- 不浄の回廊（果穂）
- イロメ（田端）
- 魔法少女リリカルなのはStrikerS サウンドステージ（アギト）
- 魔法少女リリカルなのはStrikerS サウンドステージM4 10thSP（アギト、『メガミマガジン』2009年9月号付録[Vol.112]）
- 魔法少女リリカルなのは The MOVIE 2nd A's ドラマCD付き特別鑑賞券 Side-Y（アギト）

### 吹き替え
- 理想の彼氏（フランクJr）
- REC/レック2（ミレ）
- GOAL!3(ソフィア)
- プロジェクト・ランウェイ(リアン・マーシャル)シーズン5
- エル・カンタンテ(カルメン)
- ジーク アンド ルーサー(カービー・チェダー)
- 呪怨 パンデミック（ジェイク）
- 呪怨 ザ・グラッジ3（ジェイク）
- ポペッツタウン(ジジリ)
- ホステージ(ショーンマック)
- アーロン・ストーン(チェイス)
- あぁ、結婚生活
- アルティメット2 マッスル・ネバー・ダイ
- わが教え子、ヒトラー(ブラウン)
- WITHOUT A TRACE/FBI 失踪者を追え! シーズン6 #2
- ビバリーヒルズ・チワワ
- ウルトラ I LOVE YOU!
- TAXi4
- 恐竜SFドラマ プライミーバル 第2章 #3
- ねずみの騎士デスペローの物語(アントワネット)
- サンクチュアリ
- ベン10
- 4400 未知からの生還者
- プッシング・デイジー 〜恋するパイメーカー〜
- きんきゅうしゅつどう隊 OSO(リリー、ウィリアム)
- ベスト・キッド (2010年の映画)※テレビ(金曜ロードSHOW!)版
- メモリー・キーパーの娘(タバサ)
- ラブリーボーン
- イタズラなKiss
- ビッグバン★セオリー ギークなボクらの恋愛法則
- アルマゲドン2012(サム)
- ジーンシモンズのRockSchool
- コンスタンティン
- BONES
- ヤング・スーパーマン
- Dr.HOUSE
- 北京ヴァイオリン
- 家門の危機

### ラジオ
- Chox2ラジ（2007年2月 - 2008年9月）
- RADIOアニメロミックス ラジオStrikerS（第25回ゲスト）

ラジオドラマ
- 幸せデリバリーTrico 〜Splash Candy編〜（マーシー）（Splash Candy's Trico Station 内）

### シリーズ一覧
1. ↑  第3期『Great Guardians』（2008年）、第4期『XTREME XECUTOR』（2010年）
2. ↑  『バニーガール先輩』（2018年）、『サンタクロース』（2025年）